# 毛無山 (山梨県・静岡県)
毛無山（けなしやま）は、山梨県南巨摩郡身延町と静岡県富士宮市にまたがる標高1,964 mの山。天子山地の最高峰である。日本二百名山、山梨百名山及び静岡百山に選定されている。

## 概要
山名の由来は樹木がまったく無いことから（木無し）、あるいは樹木が豊富に茂っていることから（木成し）と相反する説がある。山頂や山稜がササや茅戸に覆われ樹木が無いよう見えることによるとする説もある。名前に反して四季折々の登山を楽しめることはあまり知られていない。1 - 3月には雪山登山を、6 - 8月には花を楽しめる。
麓には朝霧高原が広がる。
山頂の西南西には一等三角点がある（点名は、毛無山。標高は1945.47 m）。同名の毛無山が日本に多くあり、この山がその最高峰である。毛無山は金山を有する山でもあり、江戸時代まで採掘が行われていた富士金山や中山金山の採掘跡が残る。

## 登山
毛無山は天子山地の最高峰である。麓集落から尾根コースと沢沿いのコースがある。本栖湖側からの雨ヶ岳経由のルート、西側の下部温泉からのルートはやや長い。各方面からの以下の登山道がある。山頂周辺は富士山の展望台となっている。
- 富士宮市の麓地区 - 金山沢 - 地蔵峠 - 三角点 - 毛無山
- 富士宮市の麓地区 - 小尾根 - 三角点 - 毛無山
- 下部温泉方面からのルート、身延町湯之奥集落 - 中山金山跡 - 地蔵峠 - 三角点 - 毛無山

所要時間は以下の通り。
- 毛無山駐車場 - 不動の滝 - 毛無山：登り3時間10分、下り2時間10分
- 毛無山駐車場 - 地蔵峠 - 毛無山：登り3時間35分、下り2時間35分

毛無山駐車場までは、「朝霧グリーンパーク入口」バス停より徒歩40分。朝霧グリーンパーク入口バス停までは河口湖駅・新富士駅よりバスがある。

## 地理

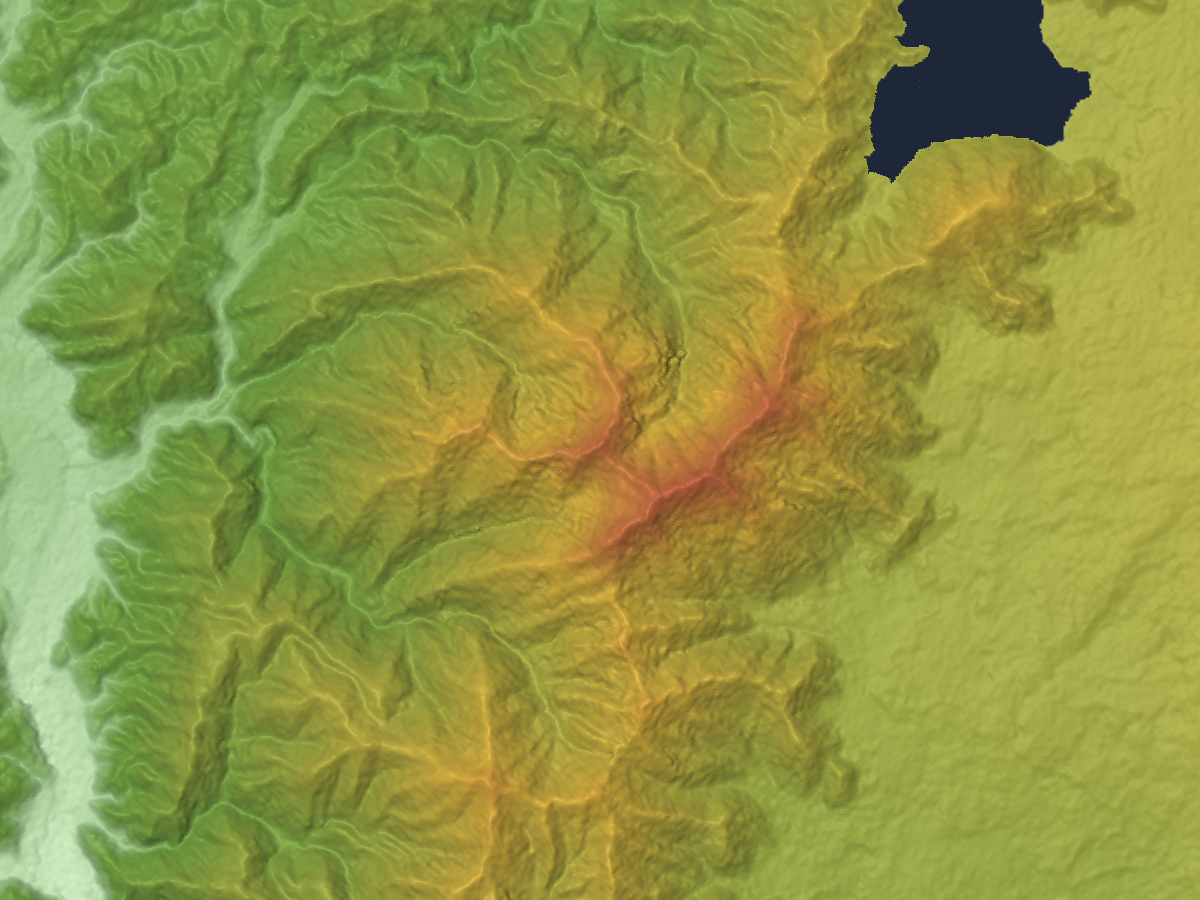
毛無山と周辺の鳥瞰図、右上に本栖湖

### 周辺の山
- 富士山
- 櫛形山
- 身延山
- 七面山
- 雨ヶ岳
- 長者ヶ岳

### 源流の河川
富士川水系の以下が源流の河川で、駿河湾へ流れる。
- 芝川
- 栃代川、雨河内川、下部川（富士川の支流）

## 毛無山の風景

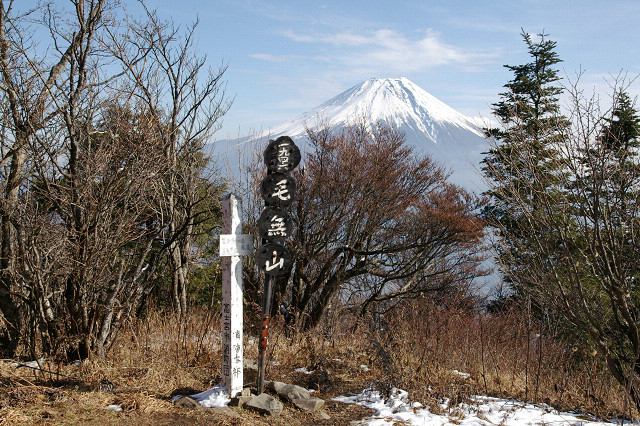
毛無山山頂
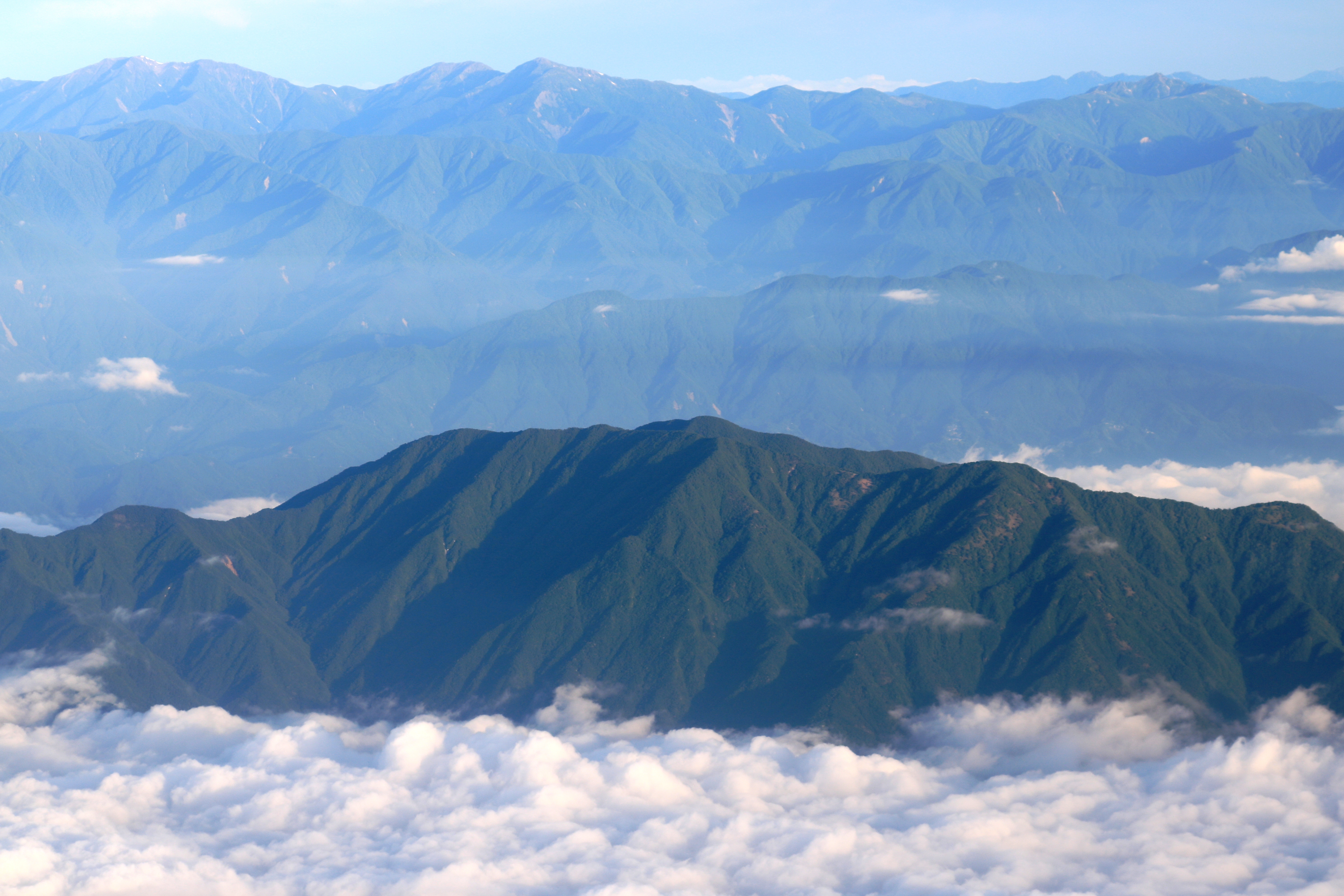
富士山山頂から望む雲海に浮かぶ毛無山
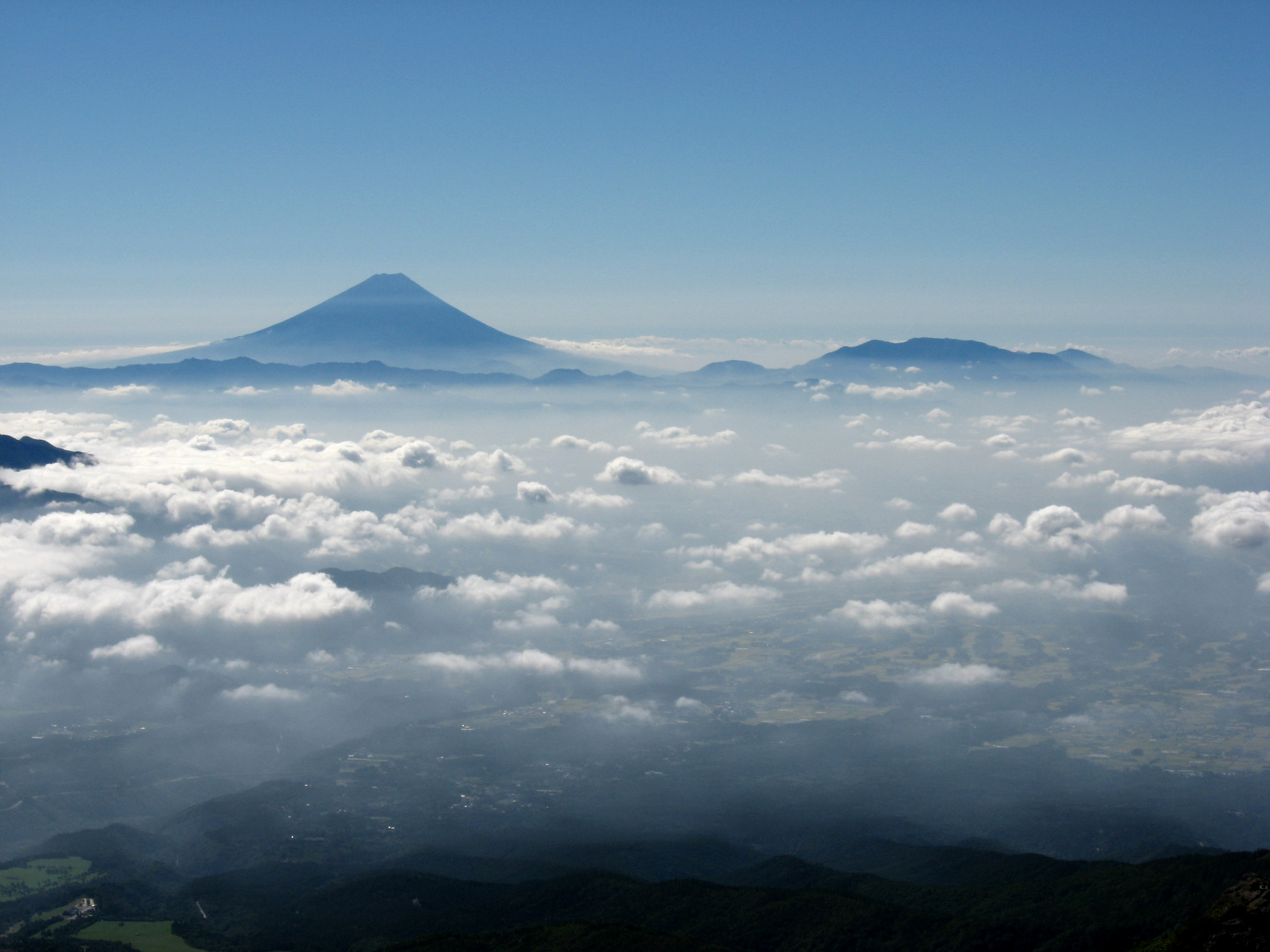
八ヶ岳から望む富士山と毛無山
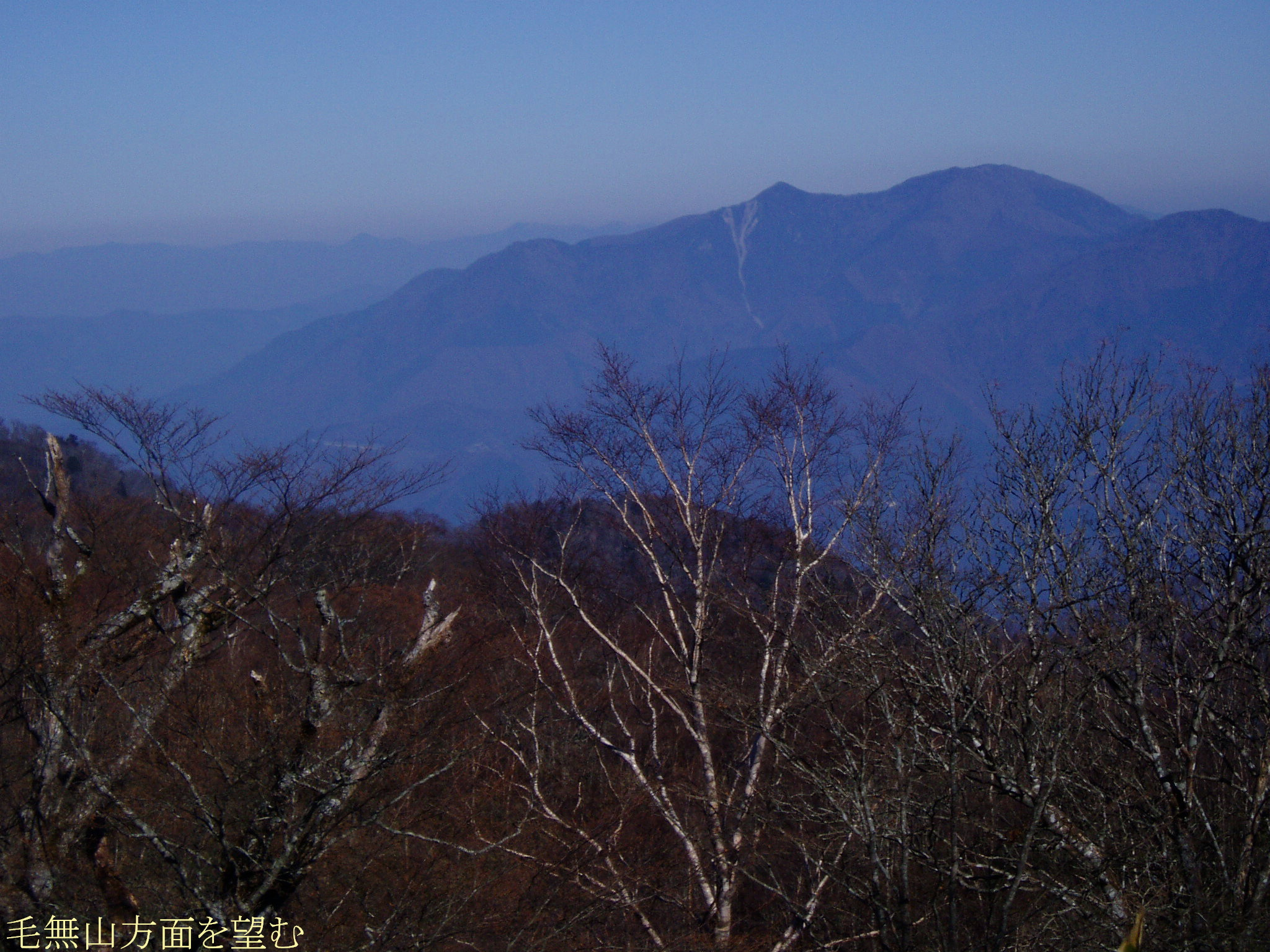
身延山地の大光山から望む毛無山

## 毛無山からの眺望

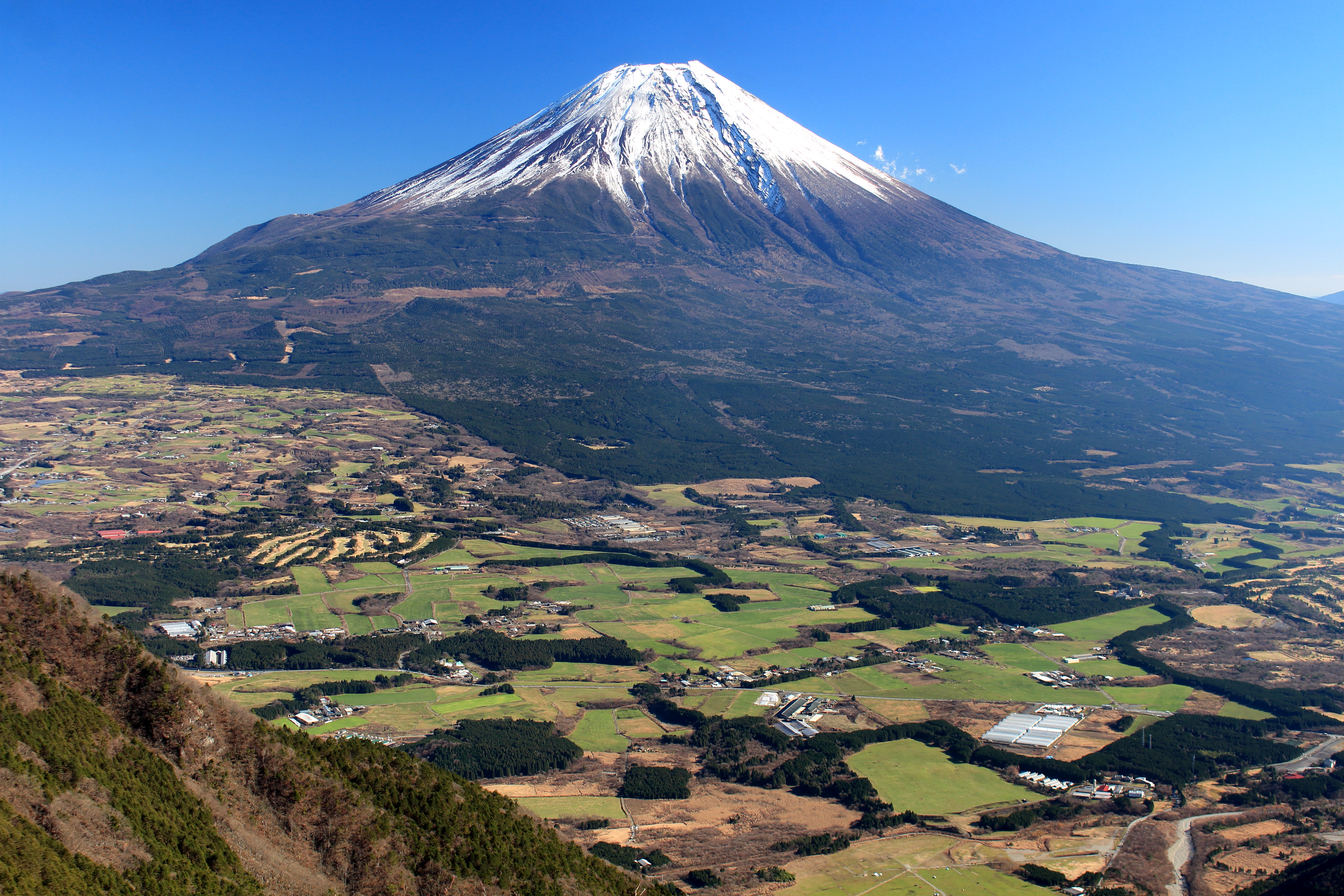
朝霧高原と富士山 毛無山の稜線登山道より
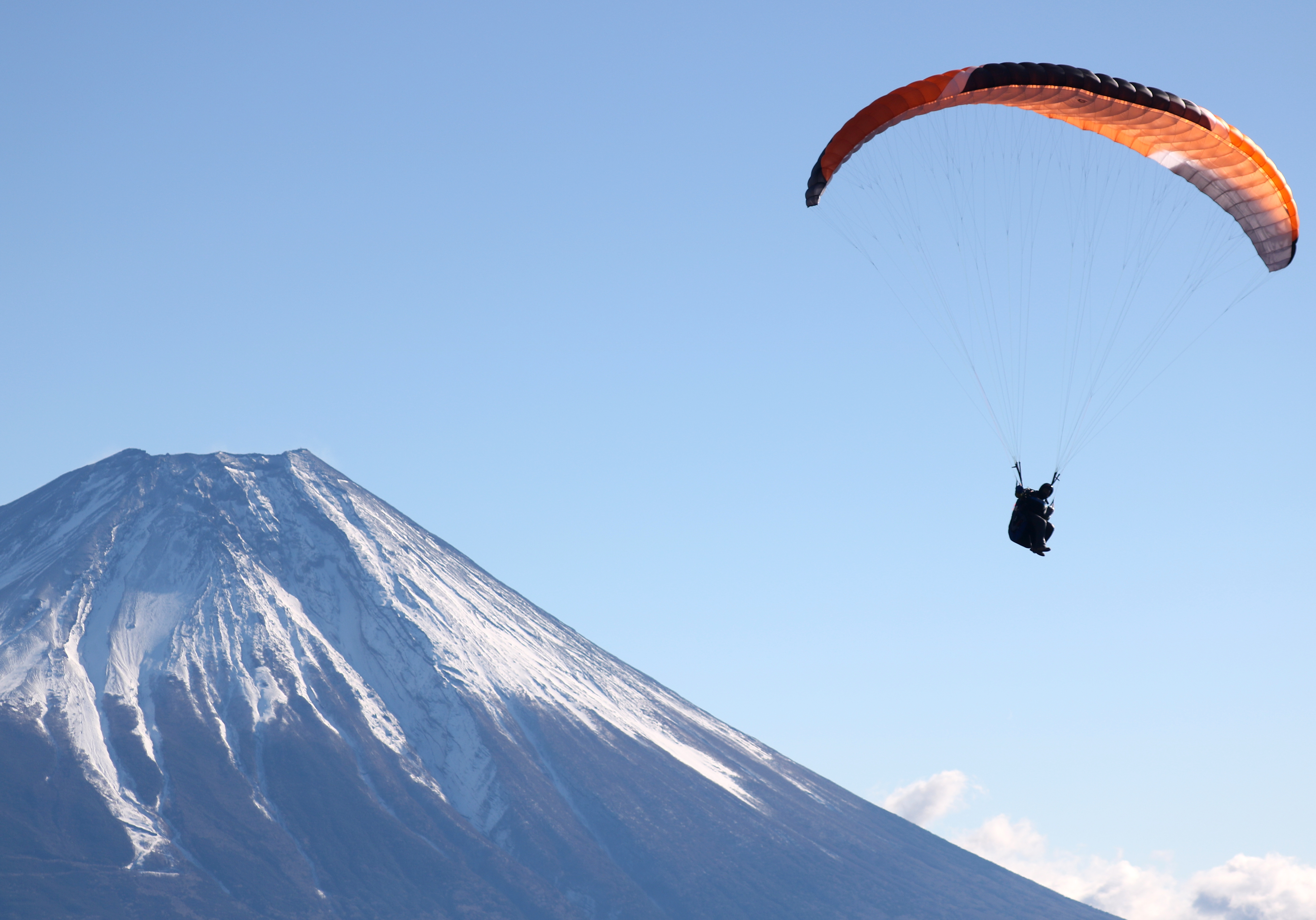
山上からのパラグライダーと富士山
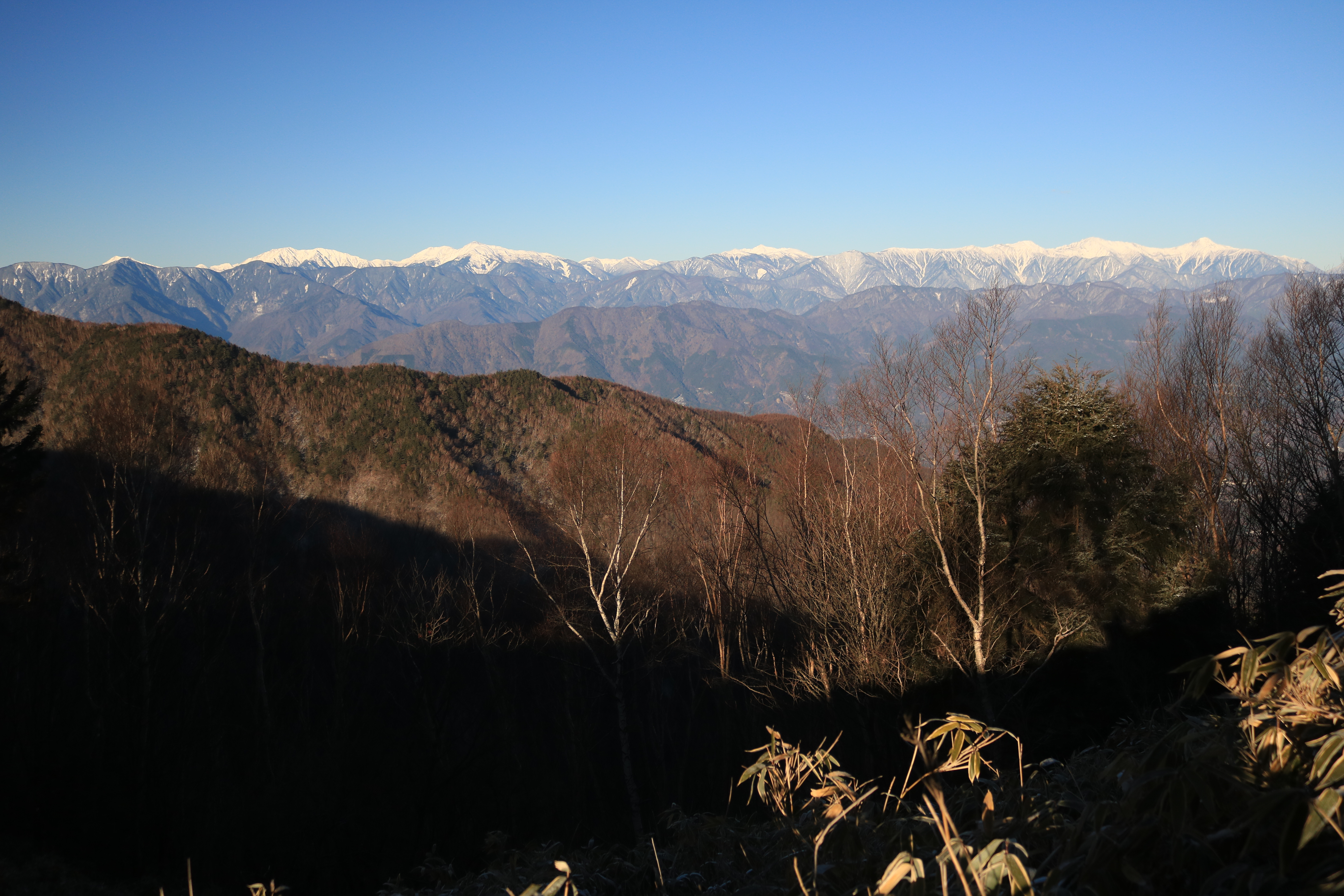
稜線部の展望台から望む赤石山脈（南アルプス）